# Alken (België)
Alken (Limburgs: Alleke) is een dorp en gemeente in de Belgische provincie Limburg. Alken behoort tot het kieskanton en het gerechtelijk kanton Borgloon en het kiesdistrict Tongeren. Geografisch en landschappelijk behoort de gemeente tot de Haspengouwse fruitstreek, en zij ligt net ten zuiden van de Limburgse provinciehoofdstad Hasselt. Alken telt ruim 11.000 inwoners, die Alkenaars worden genoemd.

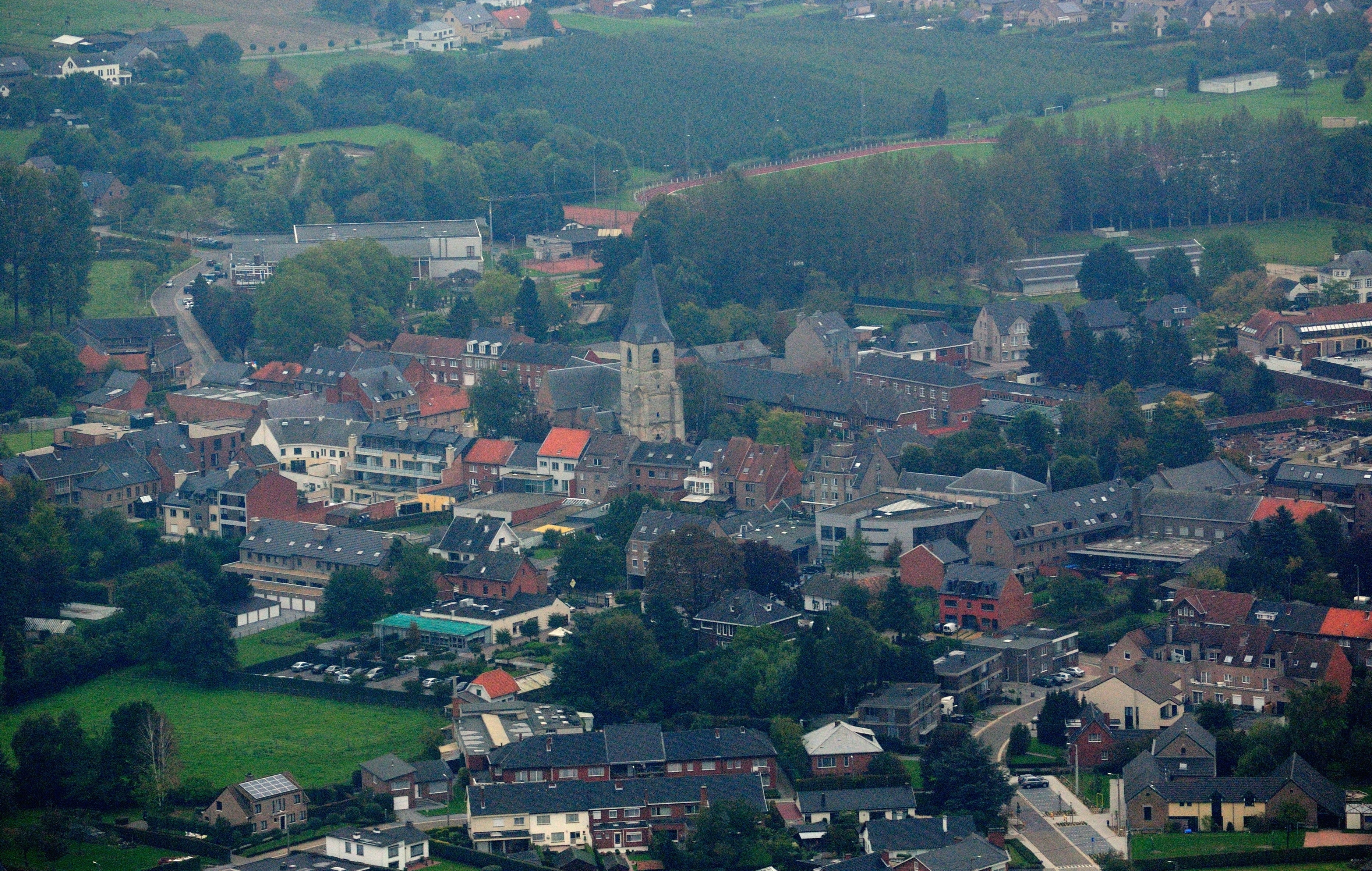
Luchtfoto Alken-Centrum
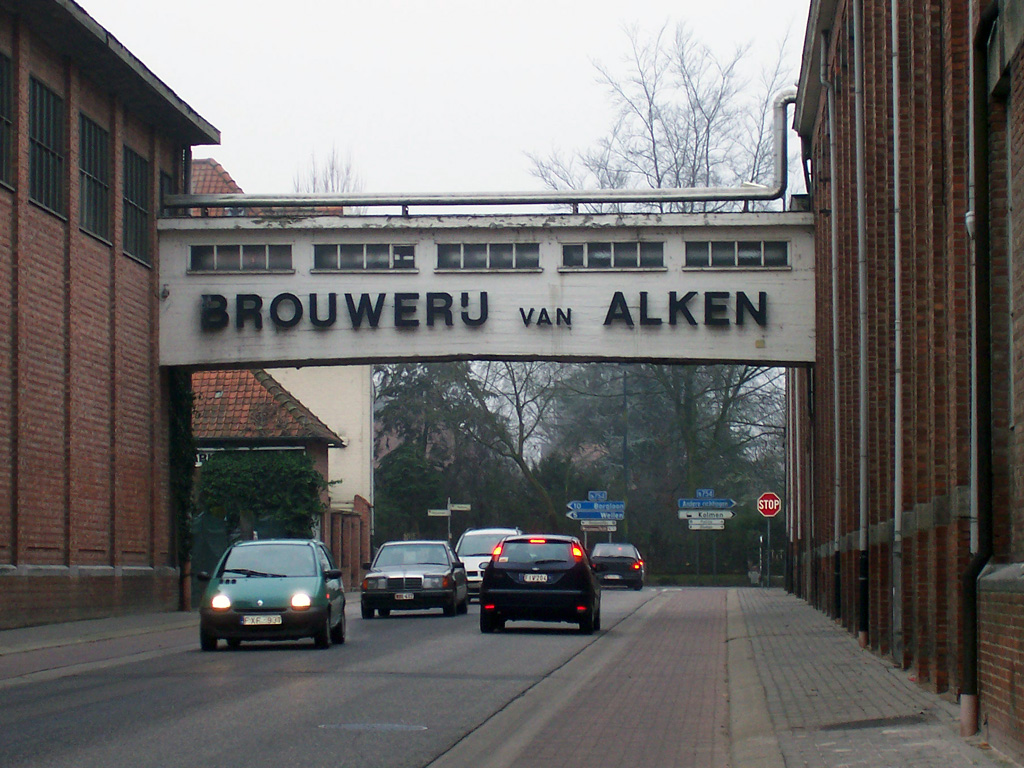
Brouwerij van Alken
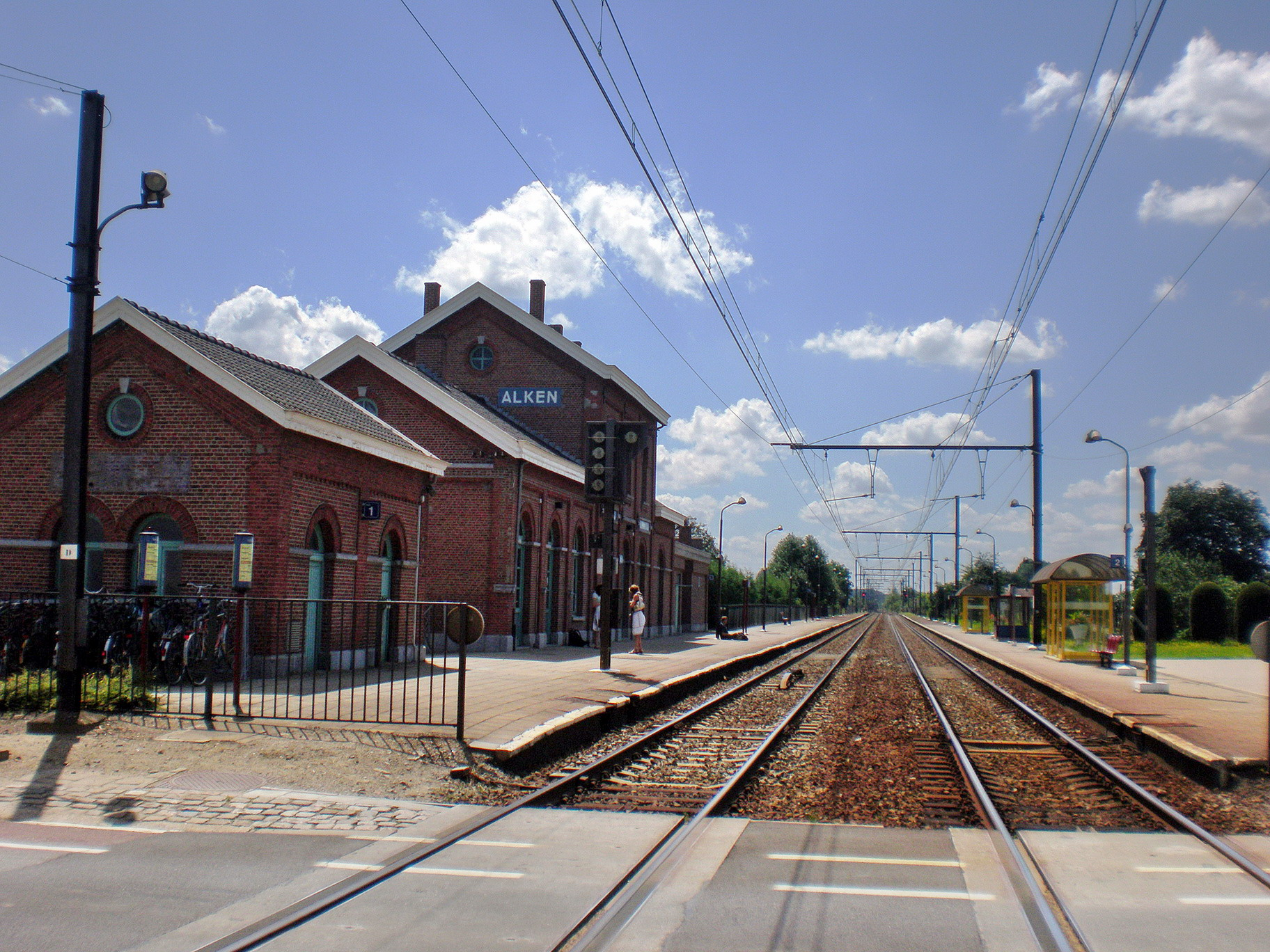
Station van Alken aan spoorlijn 21

## Toponymie
Alken duikt voor het eerst op in de geschiedenisboeken in 1066 onder de naam Alleche. Vanaf 1180 wordt het officieel Alken maar in de volksmond wordt er nog vaak Alleke gezegd. De naam Alleche zou afgeleid zijn van Ale/Al/Ala, een oudnederfrankisch woord voor riviertje of waterloop en het Gallo-Romeinse woonsuffix -acum (alliacum). Een verwijzing naar het feit dat Alken ontstaan is aan het riviertje de Herk, dat door de gemeente stroomt.

## Geschiedenis
Vanaf deze periode was Alken steeds een Luikse enclave in het graafschap Loon. Met uitzondering van de eerste helft van de 13e eeuw, toen de graven van Loon tijdelijk de voogdij over Alken bezaten.
Binnen het gebied bevonden zich meerdere Loonse, Luikse en allodiale cijns- en laathoven; onder meer het cijnshof Blekkenberg (afhankelijk van de abdij van Averbode), het cijnshof Gustingen (waarschijnlijk afhankelijk van de graaf van Loon) en de centrale hoeve op het Laagdorp waar de prins-bisschoppen een zomerverblijf hadden.
Alken had in 1467 te lijden van de plunderingen door soldaten van Karel de Stoute. In 1580 werd het dorp geplunderd door het Spaanse garnizoen van Zoutleeuw en twee jaar later door de soldaten van de graaf van Mansfeld.
In 1631 was Alken het slagveld van een Staats-Spaans treffen.
In 1789 was Alken een van de belangrijkste centra van de Luikse Revolutie. De Franse bezetting, vijf jaar later, luidde echter het einde van het prinsbisdom Luik in. Zo werd Alken in 1795 samen met het graafschap Loon een deel van het het Franse departement Nedermaas.
Na de nederlaag van Napoleon in 1814 werd Alken een deel van de toenmalige provincie Limburg in het Verenigd Koninkrijk der Nederlanden en vanaf de Belgische Revolutie in 1830 tot de Belgische provincie Limburg.
De gemeente werd rond 13 mei 1940 bezet door het Duitse leger en bevrijd op 6 september 1944. Minstens drie weerstanders werden naar het Auffanglager van Breendonk getransporteerd.
In maart en april 2020 werd de gemeente erg zwaar getroffen door de eerste golf van de Coronapandemie. Alken was tijdens deze golf de Belgische gemeente met het grootste aantal positieve testen per inwoneraantal. Meer dan 40 oudere bewoners van de gemeente lieten bij deze uitbraak van COVID-19 het leven.

## Geografie

### Dorpskernen
De gemeente heeft geen deelgemeentes. Naast Alken-Centrum liggen op het grondgebied nog twee andere dorpskernen, Sint-Joris en Terkoest.
Alken-Centrum ligt in het oosten van de gemeente, tegen Hasselt en Wellen. Het is de oudste en grootste dorpskern van Alken. Het gemeentehuis, de bibliotheek, de sporthal, het jeugdhuis, het OCMW, en de meeste winkels en instellingen zijn hier gelegen. Ongeveer de helft van de inwoners van Alken, ruim 5600, woont in Alken-Centrum.

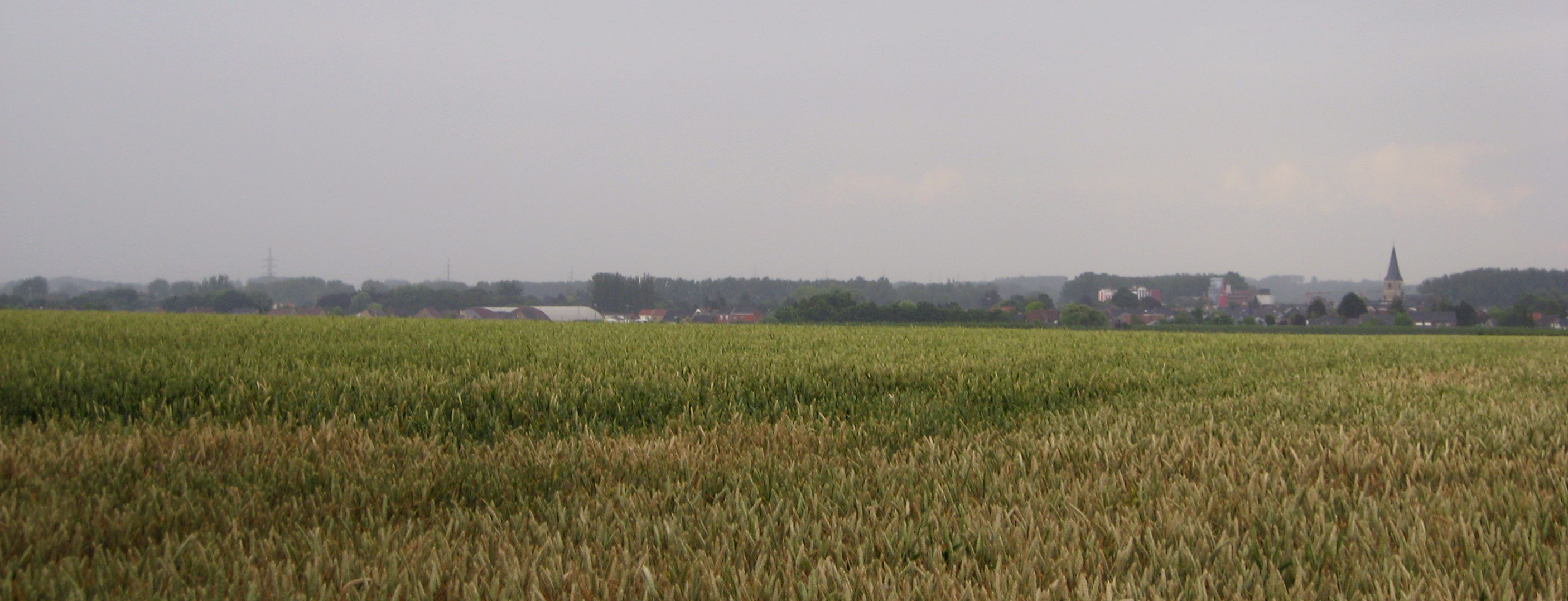
Uitzicht op Alken-Centrum met tennishallen (links), brouwerij (midden) en Aldegondiskerk (rechts)

Sint-Joris ligt in het zuiden van Alken, tegen de gemeentes Sint-Truiden en Nieuwerkerken. Ongeveer een kwart van de Alkenaren, ruim 2300, woont in Sint-Joris. De naam is afkomstig uit het verhaal van Sint-Joris en de draak.

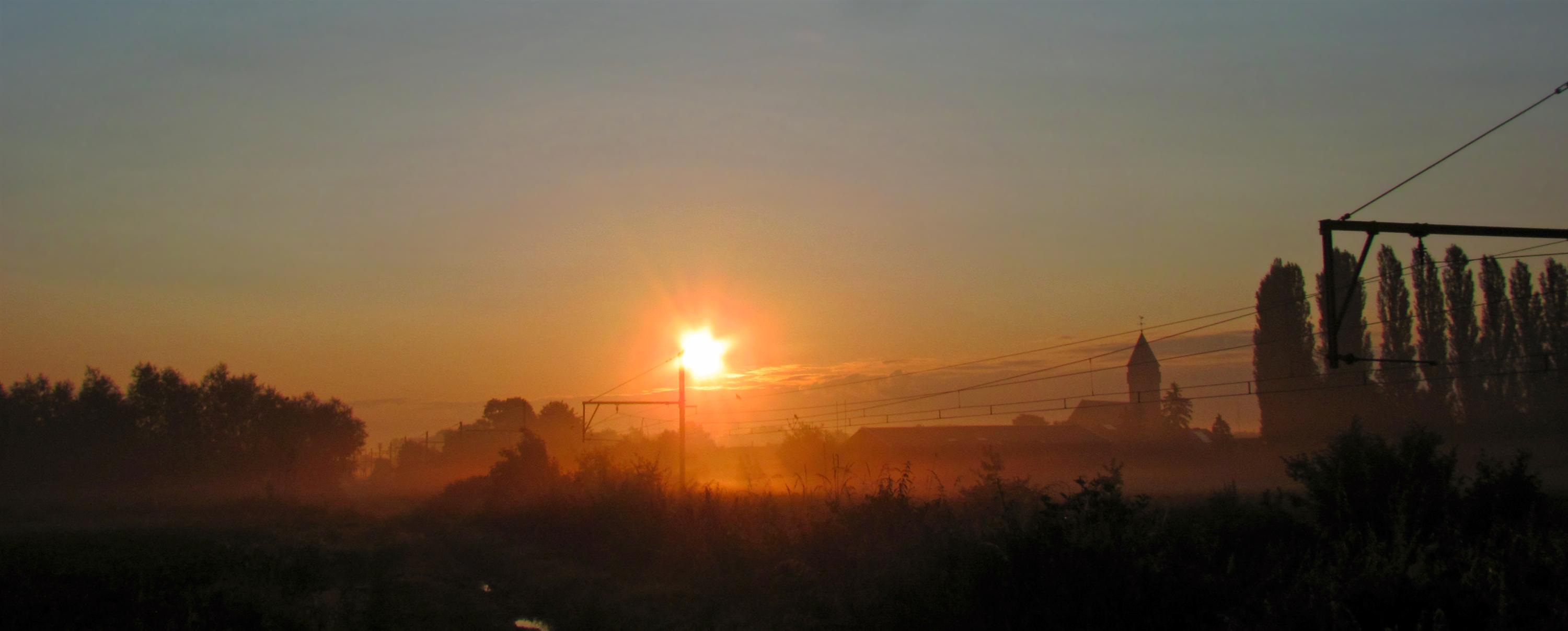
Uitzicht op het centrum van Sint-Joris vanuit zuidelijke-westelijke richting

Terkoest ligt in het noordwesten van de gemeente, tegen Hasselt en Nieuwerkerken. Ongeveer een kwart van de Alkense bevolking, ongeveer 2500, woont in Terkoest. De naam Terkoest is ofwel afkomstig van een oud woord voor begroeiing of van een volksbenaming voor de locatie namelijk 'Ter Kozen' oftewel 'in de richting van Kozen' (deelgemeente van Nieuwerkerken).

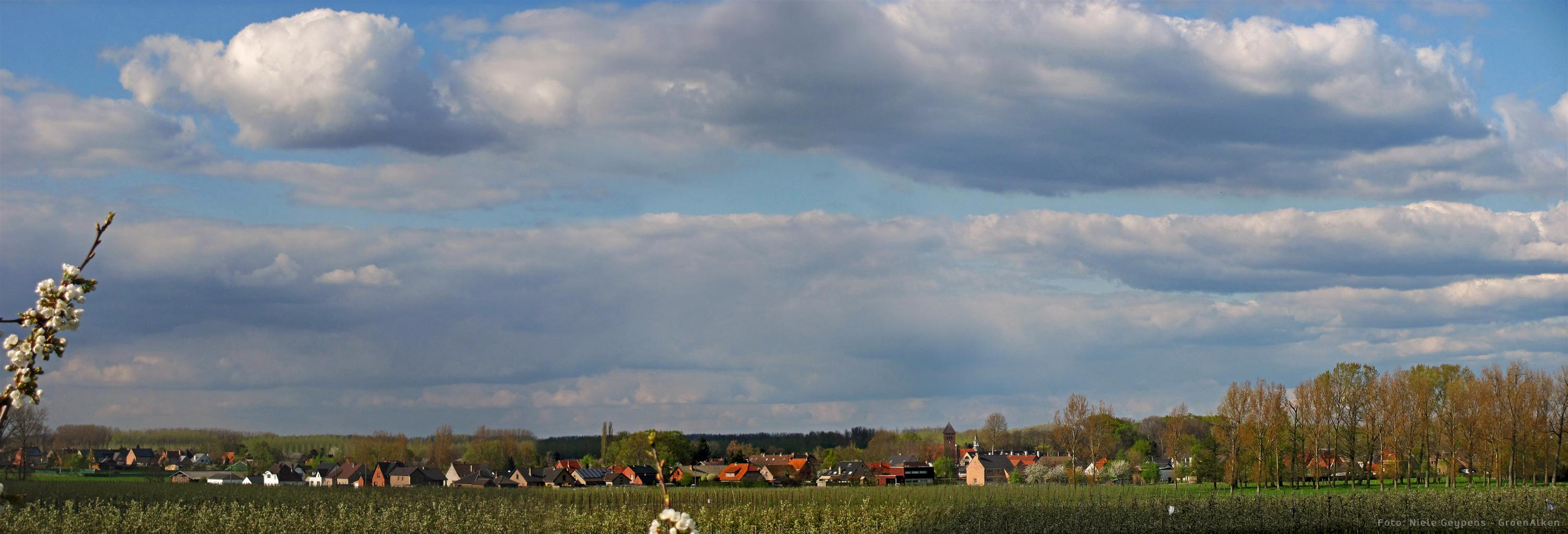
Uitzicht op Terkoest vanuit zuidoostelijke richting

Soms wordt de stationsbuurt rond het station van Alken aan spoorlijn 21 als een vierde kern in Alken gezien. Vroeger was er een schooltje, maar dat is verhuisd naar het centrum van Alken.

## Nabijgelegen kernen
Sint-Lambrechts-Herk, Terkoest, Sint-Joris, Ulbeek, Wellen, Wimmertingen

## Demografie

### Demografische ontwikkeling
- Bron:NIS - Opm:1831 t/m 1970=volkstellingen; vanaf 1980= inwoneraantal per 1 januari

| Inwoners van jaar tot jaar op 1 januari 1992 tot heden | Inwoners van jaar tot jaar op 1 januari 1992 tot heden | Inwoners van jaar tot jaar op 1 januari 1992 tot heden |
| jaar                                                   | Aantal                                                 | Evolutie: 1992=index 100                               |
| ------------------------------------------------------ | ------------------------------------------------------ | ------------------------------------------------------ |
| 1992                                                   | 10.265                                                 | 100,0                                                  |
| 1993                                                   | 10.354                                                 | 100,9                                                  |
| 1994                                                   | 10.436                                                 | 101,7                                                  |
| 1995                                                   | 10.569                                                 | 103,0                                                  |
| 1996                                                   | 10.681                                                 | 104,1                                                  |
| 1997                                                   | 10.709                                                 | 104,3                                                  |
| 1998                                                   | 10.824                                                 | 105,4                                                  |
| 1999                                                   | 10.882                                                 | 106,0                                                  |
| 2000                                                   | 10.900                                                 | 106,2                                                  |
| 2001                                                   | 10.938                                                 | 106,6                                                  |
| 2002                                                   | 10.975                                                 | 106,9                                                  |
| 2003                                                   | 10.962                                                 | 106,8                                                  |
| 2004                                                   | 11.036                                                 | 107,5                                                  |
| 2005                                                   | 11.034                                                 | 107,5                                                  |
| 2006                                                   | 11.048                                                 | 107,6                                                  |
| 2007                                                   | 11.090                                                 | 108,0                                                  |
| 2008                                                   | 11.152                                                 | 108,6                                                  |
| 2009                                                   | 11.173                                                 | 108,8                                                  |
| 2010                                                   | 11.242                                                 | 109,5                                                  |
| 2011                                                   | 11.277                                                 | 109,9                                                  |
| 2012                                                   | 11.315                                                 | 110,2                                                  |
| 2013                                                   | 11.338                                                 | 110,5                                                  |
| 2014                                                   | 11.398                                                 | 111,0                                                  |
| 2015                                                   | 11.421                                                 | 111,3                                                  |
| 2016                                                   | 11.456                                                 | 111,6                                                  |
| 2017                                                   | 11.495                                                 | 112,0                                                  |
| 2018                                                   | 11.565                                                 | 112,7                                                  |
| 2019                                                   | 11.499                                                 | 112,0                                                  |
| 2020                                                   | 11.626                                                 | 113,3                                                  |
| 2021                                                   | 11.685                                                 | 113,8                                                  |
| 2022                                                   | 11.757                                                 | 114,5                                                  |
| 2023                                                   | 11.839                                                 | 115,3                                                  |
| 2024                                                   | 11.918                                                 | 116,1                                                  |
| 2025                                                   | 11.937                                                 | 116,3                                                  |

## Politiek

### Structuur
De gemeente Alken ligt in het kieskanton Borgloon en het provinciedistrict Sint-Truiden, het kiesarrondissement Hasselt-Tongeren-Maaseik (identiek aan de kieskring Limburg).
| Alken            | Alken            | Supranationaal         | Nationaal                         | Nationaal          | Gemeenschap       | Gewest            | Provincie         | Arrondissement           | Provinciedistrict | Kanton          | Gemeente        |
| ---------------- | ---------------- | ---------------------- | --------------------------------- | ------------------ | ----------------- | ----------------- | ----------------- | ------------------------ | ----------------- | --------------- | --------------- |
| Administratief   | Niveau           | Europese Unie          | België                            | België             | Vlaanderen        | Vlaanderen        | Limburg           | Hasselt                  | Hasselt           | Hasselt         | Alken           |
| Administratief   | Bestuur          | Europese Commissie     | Belgische regering                | Belgische regering | Vlaamse regering  | Vlaamse regering  | Deputatie         | Deputatie                | Deputatie         | Deputatie       | Gemeentebestuur |
| Administratief   | Raad             | Europees Parlement     | Kamer van volksvertegenwoordigers | Vlaams Parlement   | Vlaams Parlement  | Vlaams Parlement  | Provincieraad     | Provincieraad            | Provincieraad     | Provincieraad   | Gemeenteraad    |
| Kiesomschrijving | Kiesomschrijving | Nederlands Kiescollege | Kieskring Limburg                 | Kieskring Limburg  | Kieskring Limburg | Kieskring Limburg | Kieskring Limburg | Hasselt-Tongeren-Maaseik | Sint-Truiden      | Borgloon        | Alken           |
| Verkiezing       | Verkiezing       | Europese               | Federale                          | Federale           | Vlaamse           | Vlaamse           | Provincieraads-   | Provincieraads-          | Provincieraads-   | Provincieraads- | Gemeenteraads-  |

### Geschiedenis

#### (Voormalige) Burgemeesters
| Tijdspanne | Tijdspanne  | Burgemeester                |
| ---------- | ----------- | --------------------------- |
|            | 1796 - 1798 | Philippe Monfert            |
|            | 1798        | Hubert Godfroid Palmaerts   |
|            | 1798 - 1800 | Walther Schoenaers          |
|            | 1800 - 1806 | Chretien Wanten             |
|            | 1806 - 1808 | Arnold Simons               |
|            | 1808 - 1814 | Lambert de Saeren           |
|            | 1814 - 1819 | Arnold Simons               |
|            | 1819 - 1820 | Albert Joseph de Corswarem  |
|            | 1820 - 1825 | Joannes Boes                |
|            | 1825 - 1830 | Albert Joseph de Corswarem  |
|            | 1830 - 1840 | Adrien François d'Ercketeel |
|            | 1840 - 1862 | Joannes Boes                |
|            | 1862 - 1864 | Jan Schouderden             |
|            | 1864 - 1872 | Jozef Thijs                 |
|            | 1872 - 1875 | Joannes Thenaers            |

| Tijdspanne | Tijdspanne   | Burgemeester             |
| ---------- | ------------ | ------------------------ |
|            | 1875 - 1882  | Henri Loix               |
|            | 1882 - 1895  | Jan Vannitsen            |
|            | 1895 - 1943  | Laurent Wijgaerts        |
|            | 1943 - 1944  | Alfons Swartelé          |
|            | 1944 - 1953  | Jozef Putzeys            |
|            | 1953 - 1965  | Clement Jardin           |
|            | 1965 - 1967  | Roger Wijgaerts          |
|            | 1967 - 1970  | Clement Robben           |
|            | 1970 - 1975  | Clement Jardin           |
|            | 1975 - 1994  | Raymond Jeuris (CVP)     |
|            | 1995 - 2000  | Magda Hanssen (CVP)      |
|            | 2001 - 2011  | Hendrik Verbrugge (CD&V) |
|            | 2011 - 2012  | Frank Deloffer (CD&V)    |
|            | 2013 - heden | Marc Penxten (N-VA)      |

#### Legislatuur 2007 - 2012
De nieuwe partij KristalHelder (KH) haalde uit het niets 6 mandaten. Burgemeester was Hendrik Verbrugge, hij leidde een coalitie van CD&V, VLD en sp.a.  OCMW-voorzitster was Magda Hanssen (CD&V). In 2007 verliet Open Vld de bestuursmeerderheid en werd ze vervangen door KH, wel bleven de drie Open Vld-schepenen op post. Twee maanden na de verkiezingen was die laatste partij uit elkaar gevallen; onder andere Hilde Bollen en Erik Buntinx verlieten toen de partij en gingen verder onder de naam 'Positief Alken'. Kort daarop stapte KristalHelder uit de bestuursmeerderheid. Sindsdien werd de meerderheid gevormd door CD&V, sp.a en enkele onafhankelijken. Eind augustus 2012 verliet schepen Marc Rego Open Vld en sloot hij zich aan bij Echt Voor Alken (evA).

#### Legislatuur 2013 - 2018
Lijsttrekkers bij de verkiezingen van 2012 waren voormalig LDD-er Sylvan Engelen (Om-Mekaar), Marc Rego (evA), Frank Vroonen (Groen), Marc Penxten (N-VA), Andrea Achten (sp.a), Frank Deloffer (CD&V) en Igor Philtjens (Open Vld). Burgemeester is Marc Penxten van de N-VA. Hij leidt een coalitie van N-VA, Open Vld en Groen. Samen hebben ze de meerderheid met 13 op 21 zetels. Voorts bestond het schepencollege uit André Vanhex, Filip Vanvinckenroye, Anita Vanhove-Reekmans (allen Open Vld), Ingrid Loix, Cindy Vandormael (beide N-VA). Frank Voonen (Groen) werd OCMW-voorzitter.

#### Legislatuur 2019 - 2025
N-VA werd de grootste partij met 11 op 21 zetels en vormde een coalitie met Groen, dat drie zetels had behaald. Marc Penxten (N-VA) bleef burgemeester.

#### Legislatuur 2025 - 2030
N-VA bleef de grootste partij met 9 op 21 zetels en ging in zee met Groen (2 zetels) en Vooruit (1 zetel). Marc Penxten (N-VA) bleef burgemeester. Vanwege een uiteindelijk afgewezen klacht van oppositiepartij 3570 bij de Raad voor Verkiezingsbetwistingen, duurde het tot 8 januari 2025 voor het nieuwe gemeentebestuur kon worden geïnstalleerd.

#### Resultaten gemeenteraadsverkiezingen sinds 1976
| Partij of kartel     | Partij of kartel                            | 10-10-1976 | 10-10-1976 | 10-10-1982 | 10-10-1982 | 9-10-1988 | 9-10-1988 | 9-10-1994 | 9-10-1994 | 8-10-2000 | 8-10-2000 | 8-10-2006 | 8-10-2006 | 14-10-2012 | 14-10-2012 | 14-10-2018 | 14-10-2018 | 13-10-2024 | 13-10-2024 |
| Stemmen / Zetels     | Stemmen / Zetels                            | %          | 19         | %          | 21         | %         | 21        | %         | 21        | %         | 21        | %         | 21        | %          | 21         | %          | 21         | %          | 21         |
| -------------------- | ------------------------------------------- | ---------- | ---------- | ---------- | ---------- | --------- | --------- | --------- | --------- | --------- | --------- | --------- | --------- | ---------- | ---------- | ---------- | ---------- | ---------- | ---------- |
|                      | Agalev1/ Groen!2/ Groen3                    | -          |            | -          |            | -         |           | 14,851    | 3         | 18,621    | 4         | 13,262    | 2         | 11,013     | 2          | 16,13      | 3          | 13,23      | 2          |
|                      | SP1/ EVAA/ sp.a2/ Helemaal Alken3/ Vooruit4 | 7,731      | 0          | 48,48A     | 10         | 19,081    | 3         | 15,421    | 3         | 18,531    | 4         | 13,662    | 2         | 10,772     | 2          | 6,73       | 0          | 8,64       | 1          |
|                      | GB1/ EVAA/ PVV2/ VLD3/ Open Vld4/ 3570B     | 40,181     | 8          | 48,48A     | 10         | 32,682    | 7         | 30,93     | 7         | 26,743    | 6         | 20,443    | 4         | 22,734     | 5          | 24,44      | 6          | 33,2B      | 8          |
|                      | CVP1/ CD&V2/ 3570B                          | 52,091     | 11         | 51,521     | 11         | 48,241    | 11        | 36,261    | 8         | 31,281    | 7         | 27,342    | 7         | 25,662     | 6          | 8,82       | 1          | 33,2B      | 8          |
|                      | KRISTALHelder1/ N-VA2                       | -          |            | -          |            | -         |           | -         |           | -         |           | 25,301    | 6         | 24,022     | 6          | 44,02      | 11         | 34,92      | 9          |
|                      | Absoluut Alken                              | -          |            | -          |            | -         |           | -         |           | -         |           | -         |           | -          |            | -          |            | 10,1       | 1          |
|                      | Anderen(*)                                  | -          |            | -          |            | -         |           | 2,56      | 0         | 4,83      | 0         | -         |           | 5,8        | 0          | -          |            | -          |            |
| Totaal stemmen       | Totaal stemmen                              | 5978       | 5978       | 6715       | 6715       | 7298      | 7298      | 7721      | 7721      | 8124      | 8124      | 8432      | 8432      | 8573       | 8573       | 8908       | 8908       | 6340       | 6340       |
| Opkomst %            | Opkomst %                                   |            |            |            |            | 96,38     | 96,38     | 95,64     | 95,64     | 96,13     | 96,13     | 96,76     | 96,76     | 95,08      | 95,08      | 95,9       | 95,9       | 67,8       | 67,8       |
| Blanco en ongeldig % | Blanco en ongeldig %                        | 1,79       | 1,79       | 3,11       | 3,11       | 3,27      | 3,27      | 4,35      | 4,35      | 4,41      | 4,41      | 3,91      | 3,91      | 4,37       | 4,37       | 4,4        | 4,4        | 1,6        | 1,6        |

De zetels van de gevormde meerderheid staan vetjes afgedrukt. De grootste partij is in kleur.
De rode cijfers naast de gegevens duiden aan onder welke naam de partijen telkens bij een verkiezing opkwamen.

(*) 1994: R.V. (2,56%) / 2000': R.V. (4,83%) / 2012: evA (4,51%), Om-Mekaar (1,29%)

## Bezienswaardigheden
- De Sint-Aldegondiskerk, met een toren van 1385.
- Kasteel Rodenpoel of Corswarem
- Watermolens op de Herk:
  - Dorpsmolen
  - Groenmolen
  - Nieuwe Molen in kerkdorp Terkoest
- Knipscheerkapel

Daarnaast zijn er nog diverse boerderijen in vakwerkbouw in de gemeente aanwezig.
Zie ook: Terkoest en Sint-Joris, voor de bezienswaardigheden aldaar.
Zie ook: Lijst van onroerend erfgoed in Alken

## Natuur en landschap
Alken is gelegen in Vochtig-Haspengouw. Het dorp heeft zich ontwikkeld in de vallei van de Herk, die in noordwaartse richting stroomt en de Mombeek in zich opneemt. Hier bevindt zich het natuurreservaat Mombeekvallei waar ook gemarkeerde wandelingen zijn uitgezet. Andere beken in Alken zijn de Simsebeek en de Kozenbeek. Hier vindt men vochtige gebieden die later met populieren werden beplant. De hoogte overschrijdt zelden de 60 meter.

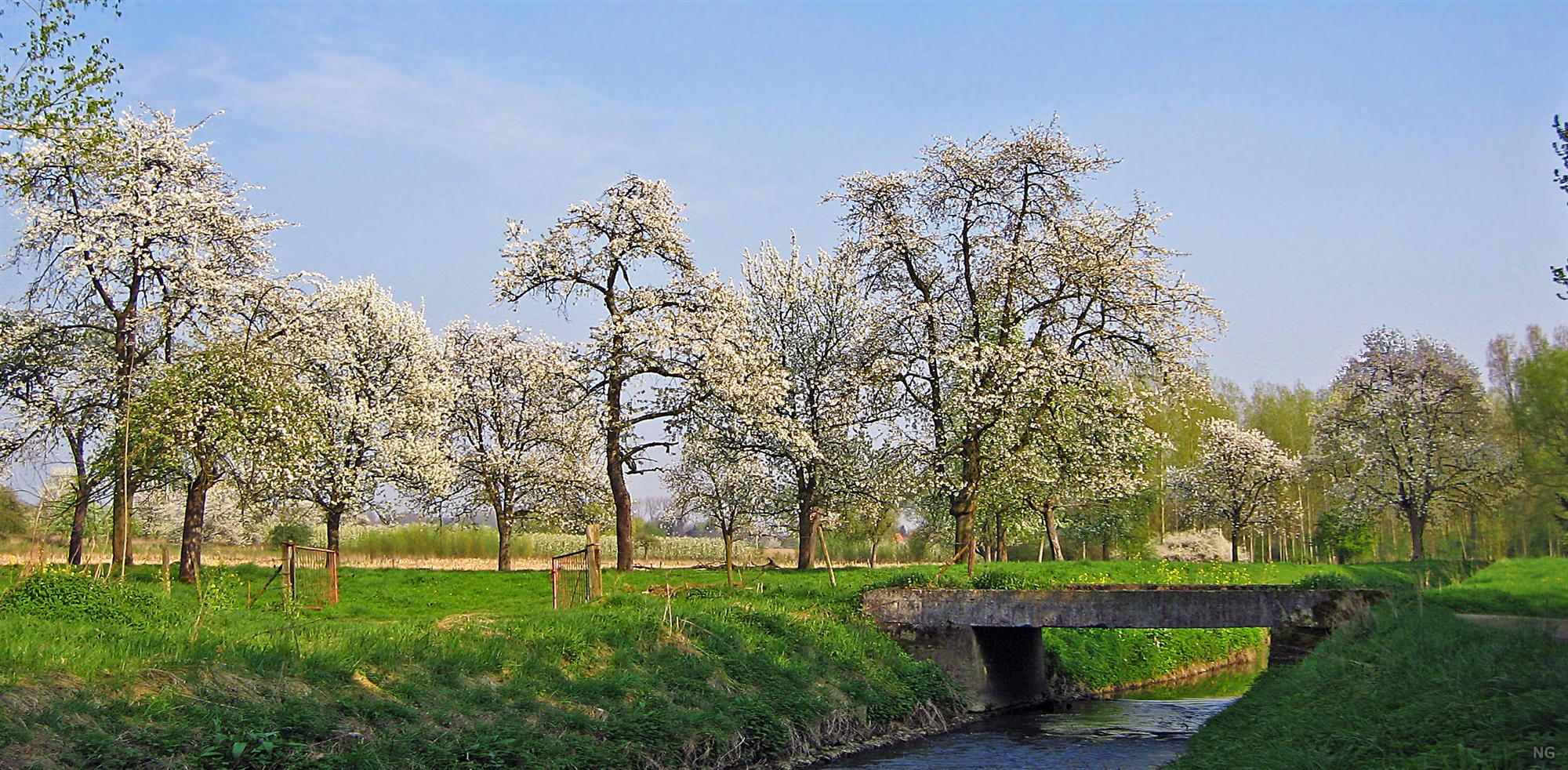
Landschap van Alken tijdens de lente - riviertje de Herk

## Cultuur

### Heraldiek

#### Vlag
De Alkense vlag bestaat uit 3 horizontale banden: rood, wit en geel. De gemeente Alken kreeg deze vlag toegewezen op 24 februari 1981.

#### Wapenschild Sint-Aldegondis
Op 24 februari 1981 werd aan de gemeente Alken een wapenschild toegekend. Dit wapenschild stelt het natuurkleurige borstbeeld van St.-Aldegondis voor op een rode achtergrond. Een witte duif houdt een witte sluier boven het hoofd van de abdis. St.-Aldegondis is gekleed in het witte ordekleed van de Benedictinessen en draagt een gouden boek in haar rechterhand. In haar linkerhand houdt ze een gouden kromstaf.
In heraldische taal luidt de tekst als volgt: "Van keel beladen met een natuurkleur aanziende borstbeeld van Sint-Aldegondis dragend het ordekleed der Benedictinessen, in de rechterhand houdende een boek en in de linker een albatiale kromstaf, beide van goud, achter het hoofd een nimbus van hetzelfde; de Heilige getopt met een nederdalende H. Geest (duif)".
In de Sint-Aldegondislaan staat een kapel, die aan haar werd opgedragen. Ze wordt aangeroepen in de hoop kanker te genezen. Alken viert haar feestdag op 30 januari.

### Dialect
Alken heeft een eigen dialect, dat behoort tot de West-Limburgse dialecten. Kenmerkend voor het dialect is uitspreken van woorden die in het Nederlands met sch- beginnen als 'sg', en de aanwezigheid van tonaliteit (het gebruik van stoot- en sleeptonen).

#### Museum
Het heemkundig museum Zoe was Alleke, aan Alkerstraat 93a.
Heemkundige kring
Alken was een van de zes Vlaamse gemeenten die in 2015 geselecteerd was in een grootschalig genetisch genealogisch onderzoek aan de KU Leuven met medewerking van de Geschiedkundige en Heemkundige kring van Alken. Hierin werd de Y-chromosomale variatie onderzocht van mannen die via diepe vaderlijke stambomen een link met het dorp hadden.

## Economie

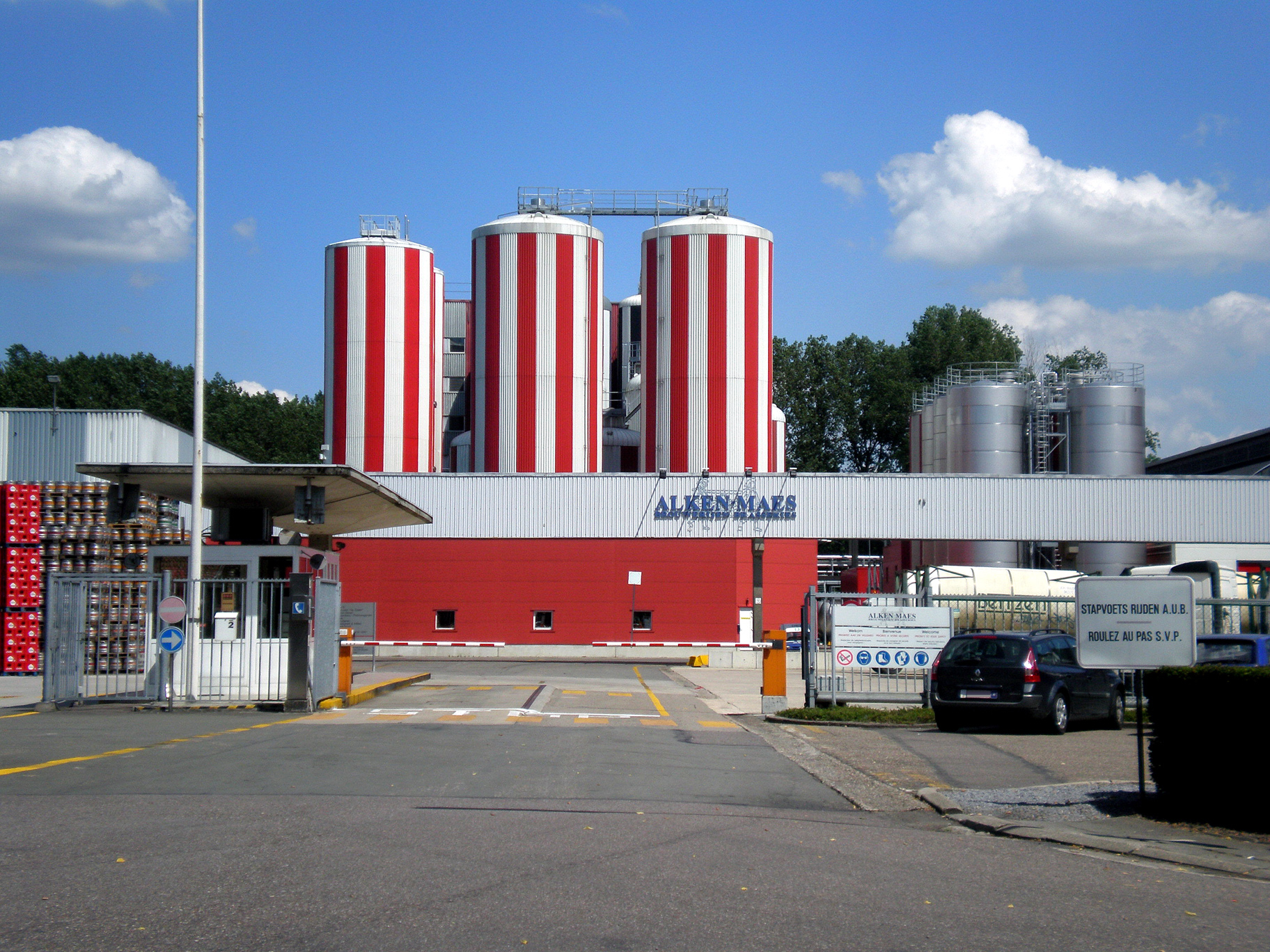
Brouwerij Alken

Alken is vanouds een landbouwgemeente. Later kwam hier ook fruitteelt bij. De industriële activiteiten beperkten zich tot kleinschalige potten- en pannenbakkerijen. Ook waren er een tiental (kleine) brouwerijen. Daar kwam verandering in toen in 1923 de Brouwerij van Alken werd opgericht, die uitgroeide tot een der belangrijkste van België. Hier wordt het bier Cristal Alken gebrouwen.
In 1966 werd Alken tot economisch ontwikkelingsgebied uitgeroepen en werd het bedrijventerrein Kolmen aangelegd. Dit zorgde voor een verdere industriële ontwikkeling van de gemeente.

## Sport en recreatie
Alken beschikt over een recreatiepark van 10 ha, De Alk genaamd, met speeltuin, vijver met roeiboten en waterfietsen, verkeerstuin voor kinderen, minigolf en petanque.
Grenzend aan het recreatiepark bevindt zich de sporthallen, een recent vernieuwd skatepark en TC De Alk.
Er zijn verschillende sportclubs actief in Alken:
- ACA - Atletiekclub Alken
- Badmintonclub Drive de Alk
- Curve Bowls Club De Alk
- FC Alken
- Fietsclub Cristal Alken vzw
- Taekwondo vereniging Chingu Alken vzw
- Tafeltennisclub TTC Alken
- Vissersclub Vriendenkring Terkoest
- ZVK Alken

## Geboren
- Patrick Snijers, rallyrijder